# روبن هاريس (صحفي)
روبن هاريس (بالإنجليزية: Robin Harris)‏ هو صحفي بريطاني، ولد في 22 يونيو 1952.